# Иван Мърквичка
 Тази статия е за художника.  За неговия син вижте Иван Мърквичка (младши).  
Иван Мърквичка (на чешки: Jan Václav Mrkvička – Ян Вацлав Мърквичка) е български художник от чешки произход. Живописец, педагог и обществен деец. Професор в Рисувалното училище в София.
Той е крупна фигура на българския художествен живот след Освобождението, един от създателите на новото българско изобразително изкуство. Най-значителни са художествените му достижения в битовия жанр: народни празненства, обичаи, като образец в този жанр е прочутата му картина „Ръченица“. Работи и в областта на историческата картина. С голяма правдивост и с дълбоко патриотично чувство пресъздава страници от историята на България. Оставил е портрети с голяма художествена стойност.

## Биография
Иван Мърквичка е роден в село Видим при Дуба, Австрийската империя, на 23 април 1856 година. Следва в Пражката академия за изобразителни изкуства при Антонин Лхота (1873–1877) и в Мюнхенската художествена академия при Ото 3айц. Работи като учител в Прага.
По покана на правителството на Източна Румелия през 1881 година идва в България. Назначен е като учител в Пловдив, в гимназията „Св. св. Кирил и Методий“ (Жълтото училище, известно още като Геровото училище), а по-късно в гимназия „Александър I“.
Свързва се с най-изявените културни дейци в града – Иван Вазов, Константин Величков, Петко Каравелов, Петко Р. Славейков. Самият Константин Величков взема уроци по живопис при него. Двамата обсъждат възможностите за откриване на рисувално училище в Пловдив, подготвят законопроект, който да бъде внесен в Областното събрание, но обявяването на Съединението (1885) осуетява идеята. Рисувалното училище е открито през 1896 г. в София, а Мърквичка става негов първи директор (1896–1900).
През 1886 г. урежда първата си самостоятелна изложба; участва и в 2 съвместни изложби с Антон Митов, който също е учител в гимназията. От пловдивския период са част от най-известните му картини: „Пловдивски пазар“ (1883, НХГ), „Сакаджии“ (1887, НХГ), „Циганска веселба“ (1887, НХГ), „Птицепродавец“ (1887, НХГ), „Пазар в Пловдив“ (1888) и др.
През 1889 г. се установява в София. Краткотрайното му завръщане в Пловдив след 3 години е свързано с участие в специалната изложба, уредена в Главния павилион на Първото българско земеделско-промишлено изложение (1892); там той се представя с макет на скулптурата „България – покровителка на земеделието и занаятите“, и с 15 картини, сред които и „Улица в Пловдив“. Негов е и официалният плакат на изложението.
През 1894 г. Мърквичка илюстрира първото издание на романа „Под игото“ от Иван Вазов. Заедно с археолога и нумизмат Вацлав Добруски са автори на тогавашния герб на България.
През 1900 г. работи в Париж и създава редица платна под влиянието на импресионизма и пленерната живопис.
Синът му Иван Мърквичка (младши) загива на фронта през Първата световна война като български офицер.
През 1918 г. е избран за дописен член на БАН.
През 1921 г. се завръща в Чехословакия. Тук той се фокусира главно върху рисуване на портрети, наред с други и на видни политици. Умира в Прага на 16 май 1938 г.

## Памет
На Иван Мърквичка е наречена улица в квартал „Триъгълника-Надежда“ в София (Карта).
През 1956 г. е организирана негова юбилейна ретроспективна изложба в София. През 2006 г. Националната художествена галерия организира изложба на Мърквичка по случай 150 години от рождението му. През 2016 г. в Прага е показана изложбата „Иван Мърквичка – българският чех“.

## Галерия
- Картини на Иван Мърквичка
- „Сватба в Момчиловци“, 1885
- „Шопско хоро“, 1890
- „Ръченица“, 1894
- „Задушница“, 1899
- „Къща в село Жълтеш“
- Автопортрет
- Портрет на Петко Славейков
- Македонска българка от Скопска Черна гора, 1931
- Българка от Смилево, 1931
- Македонска българка, 1931